# لی کوتومی
لی کوتومی (انگلیسی: Li Kotomi؛ زادهٔ ۲۶ دسامبر ۱۹۸۹) نویسنده اهل تایوان است.
همچنین برندهٔ جوایزی همچون جایزه آکوتاگاوا شده‌است.